# Preben Hornung (film)
|  | Denne artikel er oprettet af botten PalnaBot ud fra en ekstern database. Den kan derfor have sproglige fejl eller mangler. Denne skabelon kan fjernes efter kontrol af indholdet. |

Preben Hornung er en film instrueret af Hans-Henrik Jørgensen efter eget manuskript.

## Handling
To film om billedkunstneren Preben Hornung. I starten af Hans-Henrik Jørgensens debutfilm cykler kunstneren gennem byen med et lærred spændt på ryggen. I den følgende scene slagtes en ko. Filmen opererer med ekspressive sammenstillinger af situationer og motiver, lyde og musik, kunstneriske idéer og byens virkelighed. Alt sammen i et forsøg på at give et signalement af de impulser, der løber sammen i Hornungs kunst. Byens metal og lys. Naturens farver, rytmer og strukturer. I »Glasmosaik« af Tue Ritzau fortæller Preben Hornung om den store udsmykningsopgave, han i 1956-58 lavede til De Danske Sukkerfabrikkers hovedsæde i København. Filmen søger i sin form at afspejle, hvordan linievirkninger fra det omgivende havneareal inspirerede til kompositionen med 5.000 stykker kulørt glas.